# The Haunted House of Wild Isle
The Haunted House of Wild Isle è un cortometraggio muto del 1915 diretto da Robert G. Vignola.

## Produzione
Il film fu prodotto dalla Kalem Company.

## Distribuzione
Distribuito dalla General Film Company, il film - un cortometraggio in due bobine - uscì nelle sale cinematografiche USA il 26 aprile 1915.